# 栃煌山雄一郎
栃煌山雄一郎（1987年4月9日—），本名影山雄一郎，日本高知縣安藝市出身的前大相撲力士。他身高188cm、體重155kg、血型A型。所屬相撲部屋為春日野部屋。
他在2005年1月1開始專業相撲生涯，在2007年3月成為幕內力士。在某種程度上，他被認為是最有希望的日本本土力士之一。他的最高位置是東關脇(現在東前頭4枚目)。他的表現最好的是2012年5月，他曾反覆進入三役行列25次。
2020年7月15日，栃煌山因降級至十兩宣布引退，襲名清見潟出任年寄。